# Naturschutzgebiet Schmitterbachtal
Koordinaten: 51° 22′ 38″ N, 6° 53′ 9″ O

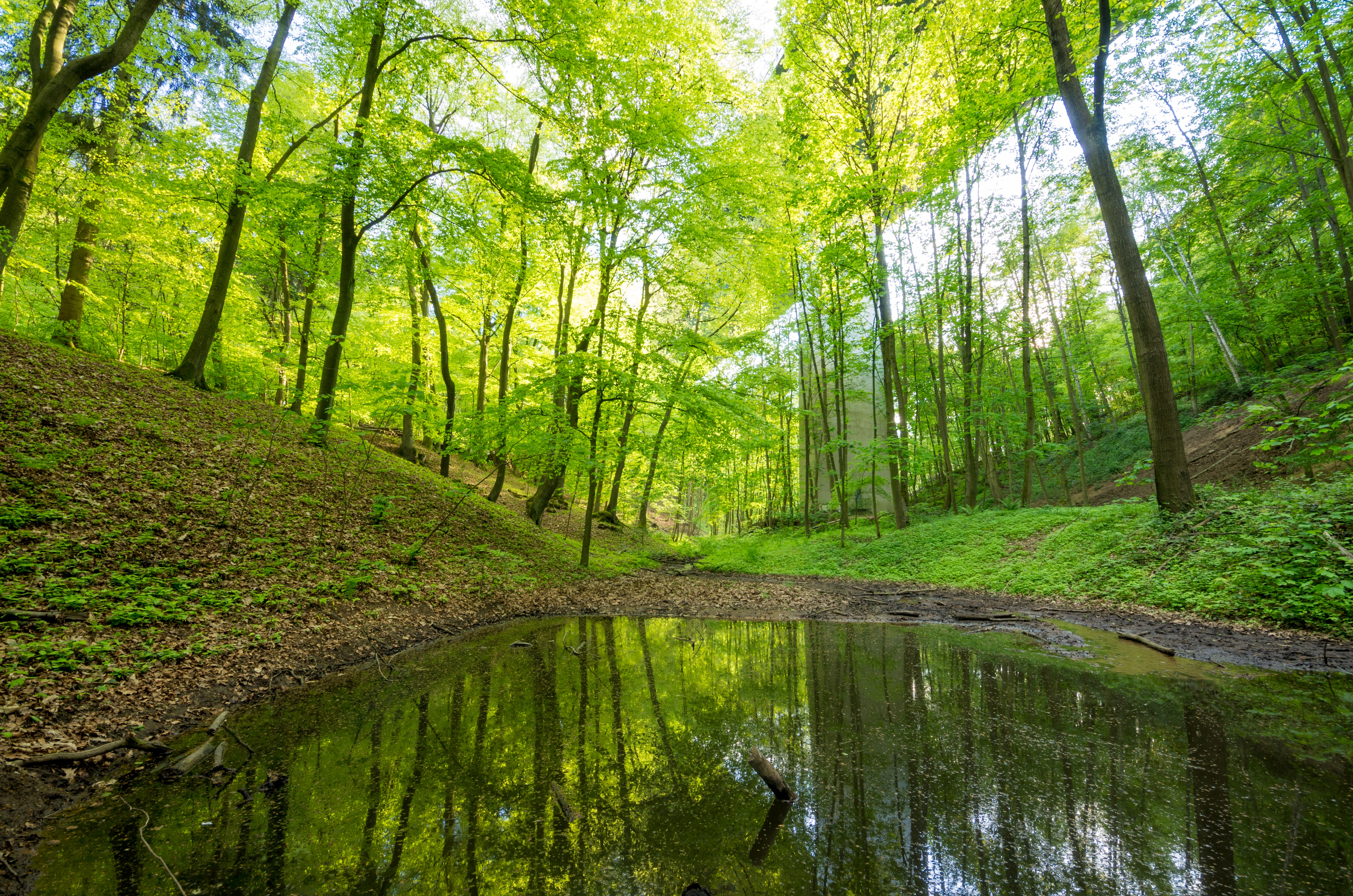
Naturschutzgebiet Schmitterbachtal (Mai 2017)

Das Naturschutzgebiet Schmitterbachtal liegt auf dem Gebiet der kreisfreien Stadt Mülheim an der Ruhr in Nordrhein-Westfalen. 
Das Gebiet erstreckt sich südlich der Kernstadt von Mülheim an der Ruhr und nordwestlich von Mintard. Am östlichen Rand des Gebietes verläuft die A 52. Nordwestlich erstreckt sich das etwa 74,9 ha große Naturschutzgebiet (NSG) Auberg und Oberläufe des Wambaches, westlich das 47,5 ha große NSG Ruhrtalhang am Auberg (MH-015) und südöstlich das 28,9 ha große NSG Mintarder Ruhrtalhang und Mintarder Berg (MH-019).

## Bedeutung
Das etwa 37,6 ha große Gebiet wurde im Jahr 2005 unter der Schlüsselnummer MH-021 unter Naturschutz gestellt. Schutzziele sind
- der Erhalt eines großen, zusammenhängenden Waldgebietes als Ergänzung zum NSG MH-015 und MH-019 und
- der Erhalt von extensiv genutztem, teilweise magerem Grünland.[3]